# Марк Порцій Катон Старший
Марк Порцій Катон (лат. Marcus Porcius Cato; 234—149 до н. е.; звичайно званий, на відміну від його правнука —  Марка Порція Катона Молодшого, сучасника Юлія Цезаря, — Старшим (Major), римські письменники дали йому також прізвисько «цензор» (Censorius, Censor) — один з найвизначніших представників Стародавнього Риму — і як державний діяч (едил, претор, сенатор, легат, цензор), і як письменник.

## Біографія
Походить з роду вершників Порціїв Катонів, що мала родинні зв'язки із сенаторськими родами Порціїв Ліцинів і Порціїв Леків. Попередня теорія, що родоначальник Порціїв займався розведенням свиней (porcus), не відповідає дійсності. Назва роду та когномен Катон свідчить про етруське походження. Його батько Марк Порцій Катон був заможним мешканцем муніципія, про його політичні амбіції немає свідчень. Катон Старший народився в 234 до н. е. (520 від заснування Риму) у Тускулі і провів свою юність частково в Сабінії, де його батько придбав великий маєток. Тут опанував сільське господарство. Згодом розпочав брати участь у походах, а також виступати на римському форумі безоплатним захисником обвинувачених. Вже в 17 років він, воюючи проти Ганнібала, мав, за словами Плутарха, безліч ран. У 214 році до н. е. став військовим трибуном. У 210 році до н. е. після смерті батька успадкував родинне майно й розпочав політичну кар'єру.
У 204 до н. е., отримавши квестуру, вирушив з Публієм Сципіоном, пізніше прозваним Африканським, до Сицилії, а в наступному році переправився з ним до Африки, займаючись прикриттям транспортних суден на цій переправі. У 199 до н. е. він отримав посаду едила. Під час свого едилитета разом з колегою Гаєм Гельвієм організував багаті Римські або Великі ігри, бенкет Юпітера (вересень) та Плебейські ігри (листопад).
У 198 до н. е. обраний претором. Для управління йому дісталася провінція Сардинія, отримавши 2 тис. піхоти та 200 кіннотників. У 195 до н. е., попри суворе переслідування ним — як претором — лихварів-публіканів, яких він прогнав з Сардинії, Катона — разом його земляком і покровителем Луцієм Валерієм Флакком — обрали консулом. Його зусилля, як консула, перешкодити скасуванню закону Оппія, що був спрямований проти розкоші, залишилися без успіху. Отримавши в проконсульство управління ближню Іспанію, здобув там чимало перемог. Спочатку розбив іберів у великій битві при Емпорії, а потім придушив усі заворушення у провінції. За це — після повернення до Риму у 194 році до н. е. — був нагороджений тріумфом. Він говорив, що кількість завойованих ним міст в Іспанії переважає кількість днів, що він там був. У 191 до н. е. він, як легат Манія Ацила Глабріона, взяв участь у війні з Антіохом і розбив його військо при Фермопілах.
Повернувшись до Риму, він брав діяльну участь у засіданнях сенату, у народних зборах і в судових справах, намагаючись обмежити вплив групи Корнеліїв Сципіонів. У сенаті протягом 180-х років до н. е. він проявив себе тим, що особливо протидіяв отриманню тріумфів різними полководцями, що належали до політичних союзників Сципіонів — Квінту Мінуцію Ферму, Манію Ацилію Глабріону, Марку Фульвію Нобіліору.
У 184 до н. е. він отримав, разом з тим же Луцієм Валерієм Флакком, цензуру. На цій посаді він ознаменував себе незвичайною строгістю: виключив сім сенаторів з сенату, у тому числі й колишнього претора Манілія — лише за те, що той вдень і в присутності дочки поцілував свою дружину; викреслив зі списку вершників кілька осіб за несуттєвими приводами (одного за повноту, іншого — за жарти під час цензорського огляду); особливо ж боровся проти розкоші, обкладаючи високим податком жіночі прикраси та молодих рабів (верхнею межею були 15 та 12 тис. ассів відповідно) і всюди повстаючи проти порушення громадських інтересів на користь приватних (наприклад, проти захоплення громадської землі при будівлях і проти зловживання громадськими водопроводами). Внаслідок нових податків на розкоші ерарій республіки додатково отримав 1 млн денаріїв. Також під час своєї каденції спорудив базиліку Порціїв (на місці атріїв Меніїв і Тіціїв). На честь досягнень Катона по закінченю цензорату за рішення народних зборів йому встановлено статую.
І згодом він був діяльним захисником тогочасної моралі, борючись усіма силами проти іноземного (особливо грецького) впливу. З цієї метою у 181 році до н. е. підтримує збереження чинності Бебієва закона проти надмірних витрат кандидатів під час виборів на посаду консулів, тоді ж захищає закон народного трибуна Гая Орхія проти розкошів, у 169 році до н. е. підтримує закон Квінта Воконія Сакса, що не дозволяв заповідати майно жінкам. Коли в 155 до н. е. прибуло до Рима афінське посольство з філософом Карнеадом на чолі і став помітним його вплив на римську молодь, Катон всіляко намагався швидше спровадити гостей геть.
Його боротьба проти грецької освіченості залишилася без результату, але непримиренна ворожнеча до Карфагену,— руйнування якого він вперто не переставав вимагати до кінця життя (відомий його звичайний вислів у сенаті: «Ceterum censeo Carthaginem esse delendam» («Карфаген повинен бути зруйнований», яким він закінчував кожну свою промову) — принесла свої плоди, хоча самому Катонові й не судилося дожити до здійснення свого бажання. Різкість його характеру і строгість до людей нажили йому чимало ворогів: тому, як свідчить Пліній Старший, він був 44 рази закликаний до суду, але жодного разу не був засуджений. До самої смерті виступав у судах. Останнім був у рік смерті — проти зловживань Сульпіція Гальби в Лузітанії. Помер у 149 до н. е.

## Культурна спадщина
У римській літературі він має значення ще більше, ніж у державному житті. Він може бути названий засновником римської прозової літератури, в якій він дав зразки і в красномовстві, і в історії, і в різних інших видах, будучи безперечно найбільшим прозовим письменником протягом всього II століття Риму, з початком якого виникла взагалі римська словесність.
Його промови та історична праця, під заголовком «Origines», — його найвидатніші літературні твори. Проте, за словами Цицерона (De orat., III, 33), не було нічого, «чого б не дослідив і не знав і про що б потім не писав Катон». Він склав свого роду енциклопедію з різних наук, у формі настанов, призначених для сина його Марка (лат. Praecepta ad filium). У цій енциклопедії перебували статті по землеробству, медицині, військовій справі і з усіх предметів, знання яких було корисно доброму громадянину. Нічого з цього збірника до нас не збереглося, як не збереглися і листи Катона, збори висловів знаменитих людей і віршована поема, цитована Геллі і мала назву «Carmen de moribus». Також у Катона була окрема праця, що стосувалася права. У ній викладені основні принципи тогочасного давньоримського права. На жаль, ця праця також практично не збереглася дотепер.

### Промови
Красномовство було найтіснішим чином пов'язано з політичним і взагалі громадським життям у Римі й тому існувало в Римі з найдавніших часів держави; але тільки з Катоном воно стало мистецтвом, для якого потрібна правильна підготовка. Попри свою нелюбов до греків, Катон вивчив з їх книг теорію красномовства і склав першу римську риторику. Як цим підручником, так і особливо своїми промовами, де теорія ораторського мистецтва додавалася до справи, Катон виявив величезний вплив на красномовство свого часу, так само як і на наступних ораторів. Після нього залишилося безліч промов, сказаних в сенаті, у народних зборах і в судах. За часів Цицерона їх зверталося в публіці понад 150, і знаменитий оратор, вивчивши їх уважно, каже (Brut., 17), що в них знаходяться всі достоїнства, які вимагаються від оратора. Якщо цих промов у класичні століття красномовства вже не читали, то тільки тому, що цьому заважала їх застаріла мова. Цицерон порівнює Катона як оратора з грецьким оратором Лісієм, знаходячи між ними особливе подібність у гостроті, витонченість і стислості. За силою і уїдливістю, яка іноді проявлялася в промовах Катона, Плутарх (Cat., 4) порівнює цього патріарха римського красномовства навіть з Демосфеном. У приклад цієї сили і уїдливості можна навести уривок, що зберігся у Геллі, де, нападаючи на полководців, що привласнили собі громадські гроші, Катон каже: «Злодії, які обікрали приватних осіб, проводять життя в острогах і ланцюгах, а громадські злодії — в золоті і пурпурі».
Як зразок майстерної побудови промов Катона можуть бути вказані збережені тим же Геллі уривки з промови його на захист родосців, яким жадібні до наживи сенатори хотіли було під пустим приводом оголосити війну, тоді як здорові політичні міркування вимагали підтримки мирних відносин з дружнім Риму багатим островом. Уривки ці наведені в перекладі в «Лекціях з історії римської літератури» В. І. Модестова (стор. 144—145, вид. 1888). Взагалі промови Катона до нас не дійшли, а збережені у вигляді цитат в древніх письменників уривки відносяться приблизно до 93 промов і зібрані у Мейєра, в його «Oratorum Romanorum fragmenta» (Цюрих, 1872, 2-ге вид.).

### «Початки»
Катон поклав початок і римській історіографії. Передували йому римські історики, що писали грецькою. Виданий Катоном в семи книгах твір «Origines» (Початки) — не тільки перший історичний твір латинською мовою, але і надзвичайно важливий для знайомства з римською і взагалі з давньоіталійською історією. Він був написаний за джерелами, якими потім вже мало користувалися римські анналісти та історики. Тут були взяті до уваги стародавні фасти, місцеві літописи різних італійських міст; це була взагалі історія наскільки можливо документальна, і римські письменники від Корнелія Непота до Сервія одноголосно говорять про незвичайну ретельність автора її у зборах матеріалів. Написана вона була Катоном в старості. Хронологічно вона обіймала шість століть (до 603 від заснування Риму), а назву свою, «Початки», отримала від того, що в ній дві книги (друга і третя) були присвячені походженню різних міст Італії. Так, принаймні, пояснює цю назва Корнелій Непот. Ці дві книги, так само як і перша, яка говорила про Рим царського періоду, були, без сумніву, найціннішими для римських істориків. Від «Початків» до нас також дійшли тільки уривки, які найкраще видані Герм. Петером у його «Historicorum Romanorum reliquiae» (Лпц., 1870).

### «Про землеробство»
Дійшов до нас — хоча, як все змушує думати, далеко не в справжньому вигляді — лише твір «Про землеробство». У цьому творі дано перші в власної римської історіографії спроби систематизувати правила регламентують проведення землеробських робіт, садівництва, городництва, скотарства, виноробства та інше, причому повідомляються і практичні настанови, до медичних рецептів і слів для замовлянь включно. У ньому повністю розбирається феномен товарної рабовласницької вілли.
Катон першим у Римі розробив регламент проведення робіт рабами на товарній віллі, що має повне власне забезпечення всіма сільськогосподарськими продуктами і вирощує монокультуру на продаж, для обміну з містом ремісничими товарами. У праці «Про землеробство» Катон описує функціонування рабовласницької товарної оливкової вілли.
Твір «De agri cultura», назване деякими «De re rustica», звичайно друкується у виданнях сільськогосподарських римських письменників («Scriptores rei rusticae») і всього краще видано Кейлом разом із твором Варрона про той самий предмет в 1884 р (Лейпциг).
Йому до певного часу приписували твори Діонісія Катона.

## Видання і переклади
- Дистихи Катона (пер. Андрія Содомори). — Київ: Грані-Т, 2010[8].
- Латинські тексти: «Про землеробство» і фрагменти промов [Архівовано 14 травня 2011 у Wayback Machine.]
- Фрагменти промов Марка Порція Катона. / Пер. М. М. Трухін. // Трухіна Н. Н. Політика і політики «Золотого століття» Римської республіки (II ст. до н. е.). Відп. ред. І. Л. Маяк. — М.: Видавництво МДУ. 1986. — 184 стор. — С. 172—182.

### «Землеробство»
- Марк Порцій Катон. Землеробство. / Пер. і кому. М. Є. Сергієнко за участю С. І. Протасової. (Серія «Літературні пам'ятники»). Відп. ред. І. І. Толстой. — М.-Л.: Вид-во АН СРСР, 1950. — 220 стор. — 4000 прим.
  - Перевидання: М.: Ладомир, 1998; СПб.: Наука, 2008.
- Трактат «Про землеробство» виданий у серії «Loeb Classical Library» під № 283.
- У серії «Collection Budé»:Caton. De l'agriculture. Texte établi, commenté et traduit par R. Goujard. 2e tirage 2002. LVI, 364 p.

### «Початки»
- Peter H.Historicorum Romanorum reliquiae. Vol. I. Leipzig, 1906. P. 55-97.
- У серії «Collection Budé»:Caton. Les Origines. Fragments. Texte établi, traduit et commenté par M. Chassignet. 2e tirage 2002. LXVII, 179 p. ISBN 978-2-251-01332-9